# Luchem
Luchem is een plaats in de Duitse gemeente Langerwehe, deelstaat Noordrijn-Westfalen, en telt 792 inwoners (2007).